# Künstlersozialkasse

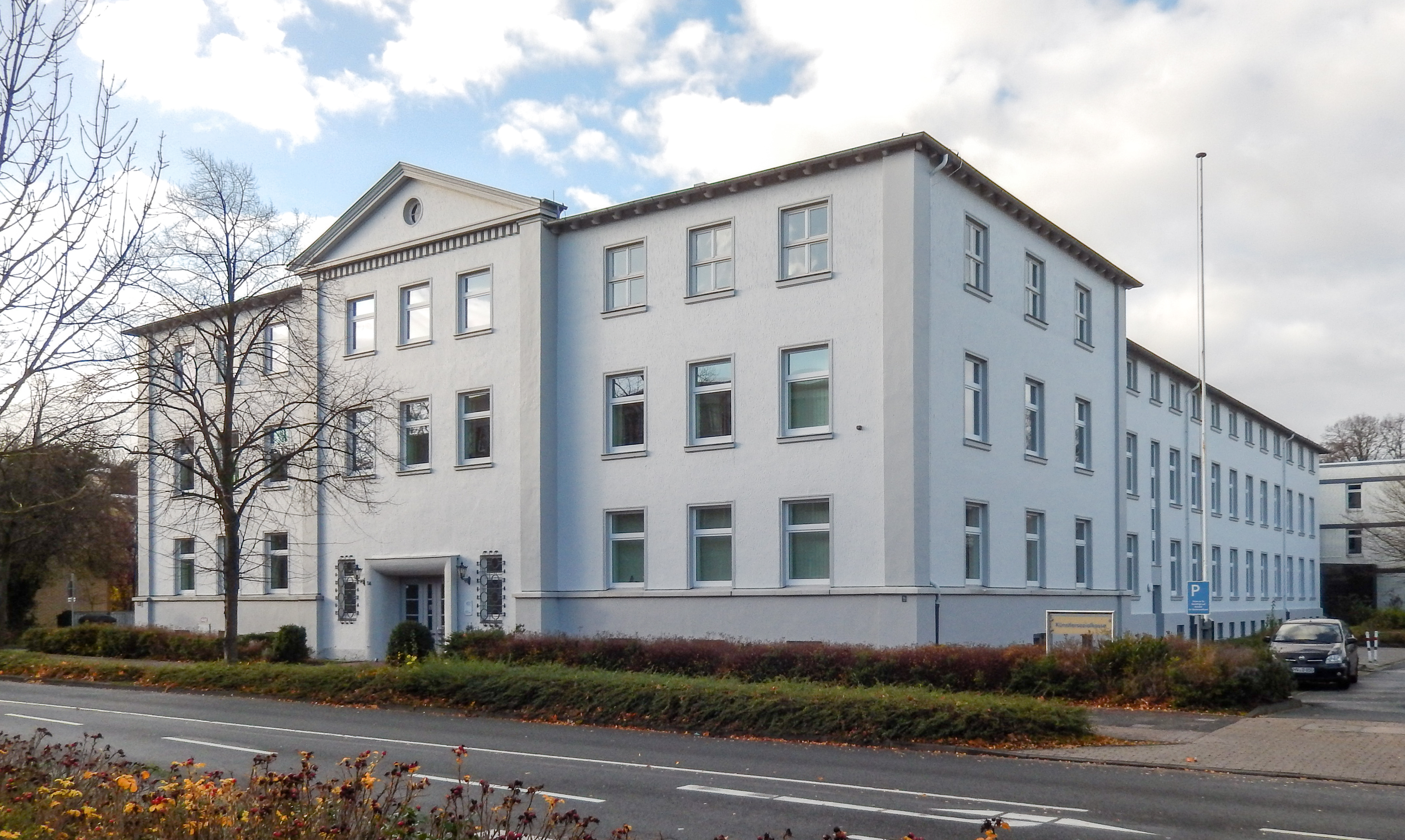
Sitz der Künstlersozialkasse in Wilhelmshaven

Die Künstlersozialkasse (KSK) ist für die Versicherungsveranlagung und die Beitragserhebung der Künstlersozialversicherung (KSV) zuständig. Sie ist eine unselbständige, jedoch haushalts- und vermögensmäßig gesonderte Abteilung der Unfallversicherung Bund und Bahn. Sitz beider Kassen ist Wilhelmshaven. Seit Mitte 2007 ist auch die Deutsche Rentenversicherung für die Prüfung der rechtzeitigen und vollständigen Entrichtung der Künstlersozialabgabe zuständig. Die KSV ist Teil der gesetzlichen Sozialversicherung in Deutschland. Sie ermöglicht freischaffenden Künstlern und Publizisten einen Zugang zur gesetzlichen Kranken-, Pflege- und Rentenversicherung. Im Gegensatz zu freiwillig versicherten Selbständigen zahlen sie dort nur einen dem Arbeitnehmeranteil entsprechenden Beitrag auf Basis des von ihnen für das folgende Jahr geschätzten Gewinns aus künstlerischer und/oder publizistischer Arbeit.

## Entstehung
Das Künstlersozialversicherungsgesetz (KSVG) bezog als rechtliche Grundlage erstmals zum 1. Januar 1983 die selbständigen Künstler und Publizisten pflichtweise in die gesetzliche Kranken- und Rentenversicherung ein. Die Einführung der KSK geht auf Dieter Lattmann und Herbert Ehrenberg zurück.
Dahinter stand die Absicht, den unregelmäßigen Auftragslagen, schwankenden Honoraren und schlechter Absicherung ausgesetzten Kreativ-Freiberuflern eine gesetzlich garantierte Kranken- und Rentenversicherung anzubieten.
Die Grundlage für das Künstlersozialversicherungsgesetz waren die Untersuchungen durch den Autorenreport und die Künstler-Enquete. Auf diesen beiden Untersuchungen basierte der Künstlerbericht der Bundesregierung vom 13. Januar 1975, der schließlich am 27. Juli 1981 zum Künstlersozialversicherungsgesetz (KSVG) führte.
Das Modell der Künstlersozialkasse basiert auf einer Mischfinanzierung ähnlich den gesetzlichen Kranken- und Rentenversicherungen für Arbeitnehmer: 50 Prozent des Beitrags werden durch den Versicherten aufgebracht, der restliche Teil durch die Künstlersozialabgabe der Verwerter bzw. Auftraggeber und staatliche Zuschüsse. Diese Einbindung der wirtschaftlichen Nutznießer von Dienstleistungen in die Altersvorsorgefinanzierung der rechtlich selbständigen Leistungserbringer durch die Künstlersozialabgabe ist eine Besonderheit, die in Deutschland außerhalb der Erbringung künstlerischer und publizistischer Leistungen ohne Parallelen geblieben ist. Nach Angaben der KSK fördert der Staat mit der Künstlersozialversicherung selbständige Künstler und Publizisten, „da diese Berufsgruppe sozial meist deutlich schlechter abgesichert ist als andere Selbständige. Das ist nicht nur eine sozialpolitische, sondern auch eine kulturpolitische Errungenschaft. Denn mit dieser Einrichtung der KSK wird die schöpferische Aufgabe von Künstlern und Publizisten als wichtig für die Gesellschaft anerkannt.“

## Beirat
Die 24 Mitglieder des Beirates und ihre Stellvertreter werden vom Bundesministerium für Arbeit und Soziales in der Regel auf Vorschlag der Verbände, welche die Interessen der Versicherten und der zur Künstlersozialabgabe Verpflichteten vertreten, berufen.
Die Beiratsmitglieder sind dabei ehrenamtlich tätig. Zu den bekannten Vertretern der Versicherten im Beirat gehören u. a. Christoph Rinnert, Hartmut Westphal, Thomas Frickel. Zu den bekannten Vertretern der Abgabepflichtigen im Beirat gehören u. a. Jens Michow und Rolf Bolwin.

## Versicherte
Künstler ist, wer Musik, darstellende oder bildende Kunst schafft oder lehrt; Publizist ist, wer als Schriftsteller, Journalist oder in anderer Weise publizistisch tätig ist oder Publizistik lehrt. In anderer Weise betroffen ist die Gruppe der Kritiker, Übersetzer, wissenschaftlichen Autoren und Fachleute für Öffentlichkeitsarbeit oder Werbung.
Voraussetzung: Sie erzielen aus dieser erwerbsmäßigen und nicht nur vorübergehend ausgeübten Tätigkeit ein Mindesteinkommen, beschäftigen nicht mehr als einen Arbeitnehmer und sind nicht anderweitig von der Versicherungspflicht befreit.
Eine Studentenversicherung gibt es nicht; wer jedoch neben einem Studium anhaltend selbständig künstlerisch oder publizistisch tätig ist, kann versicherungspflichtig sein.

### Ausnahmen
Nebenberufliche Künstler, die ihr überwiegendes Einkommen aus einer anderweitigen Haupttätigkeit beziehen, sind ausgenommen. Die Künstlersozialversicherung nimmt keine Kunsthandwerker auf, auch wenn sie zweifellos eine gewisse gestalterische Leistung erbringen, etwa Goldschmiede oder Instrumentenbauer. Gleiches gilt nach einem letztinstanzlichen Urteil des Bundessozialgerichts vom 28. Februar 2007 (Az.: B 3 KS 2/07 R) auch für Tätowierer.

### Trivia
Im Jahr 2007 hat Heiko Gantenberg, Inhaber des Tätowierstudios mit Kunstatelier und Werkschau Fort Notch in Marl, vor dem Sozialgericht Gelsenkirchen den Status eines bildenden Künstlers anerkannt bekommen, um in die Künstlersozialkasse aufgenommen zu werden. Aufgrund eines Gutachtens von Timm Ulrichs hat erstmals ein deutsches Gericht einen Tätowierer als Künstler anerkannt; das Gericht stellte jedoch ausdrücklich fest, dass es sich um eine Einzelfallentscheidung handele.
| Jahr | Versicherte gesamt | davon im Bereich Wort | davon im Bereich Bildende Kunst | davon im Bereich Musik | davon im Bereich Darstellende Kunst |
| ---- | ------------------ | --------------------- | ------------------------------- | ---------------------- | ----------------------------------- |
| 2010 | 168.883            | 41.830                | 59.507                          | 46.129                 | 21.417                              |
| 2011 | 173.284            | 42.599                | 60.767                          | 47.613                 | 22.305                              |
| 2012 | 177.219            | 43.222                | 62.001                          | 48.856                 | 23.140                              |
| 2013 | 179.593            | 43.358                | 62.542                          | 49.957                 | 23.736                              |
| 2014 | 181.550            | 43.382                | 63.131                          | 50.715                 | 24.322                              |
| 2015 | 184.046            | 43.477                | 63.962                          | 51.527                 | 25.080                              |
| 2016 | 185.503            | 43.029                | 64.567                          | 52.305                 | 25.602                              |
| 2017 | 186.949            | 42.119                | 64.916                          | 52.854                 | 27.060                              |
| 2018 | 188.951            | 41.569                | 65.575                          | 53.436                 | 28.371                              |

## Finanzierung
Eine wesentliche Besonderheit gegenüber anderen in die Sozialversicherung einbezogenen Selbständigen besteht in der Art der Finanzierung der KSV. Der Finanzbedarf wird (nur) zur Hälfte aus Beiträgen der Versicherten aufgebracht. Die andere Beitragshälfte tragen die „Verwerter“ der künstlerischen Leistung in Form der pauschal umgelegten Künstlersozialabgabe auf alle Honorarzahlungen an einen selbständigen Künstler oder Publizisten sowie der Bund über einen Zuschuss. 2015 zahlte der Bund 189 Millionen Euro, dies entsprach einem Fünftel des Etats der Künstlersozialkasse. Die Verfassungsmäßigkeit dieser in der Sozialversicherung einzigartigen Finanzierungskonstruktion hat das Bundesverfassungsgericht in seinem Beschluss vom 8. April 1987 bestätigt.
Bei einem Auftrag an eine Gesellschaft mit beschränkter Haftung, z. B. eine Werbeagentur, unterliegt das beauftragende Unternehmen nicht der Abgabepflicht für die Künstlersozialabgabe. Denn die Abgabepflicht knüpft daran an, ob ein künstlerischer und publizistischer Auftrag an eine natürliche Person vergeben wird. Nur eine natürliche Person ist schützenswert im Sinne des Sozialrechtes und benötigt eine Renten-, Kranken- und Pflegeversicherung. Eine juristische Person wie eine GmbH kann kein Künstler sein. Im Oktober 2010 entschied das Bundessozialgericht, dass die Künstlersozialabgabe ebenso bei einem Auftrag an eine Kommanditgesellschaft nicht fällig wird, da die KG Ähnlichkeit zu einer juristischen Person hat (Az. B 3 KS 2/09 R). Im Juli 2014 entschied das Bundessozialgericht, dass bei einem Auftrag an eine offene Handelsgesellschaft ebenfalls keine Künstlersozialabgabe fällig wird, da Vertreter der freien Berufe, der Wissenschaft und der Kunst nach ihrem historisch gewachsenen Berufsbild und der Verkehrsanschauung kein Gewerbe betreiben (Az. B 3 KS 3/13 R).
Die Leistungen aus der Künstlersozialversicherung werden von den jeweiligen Versicherungsträgern (Krankenkassen, Deutsche Rentenversicherung) nach dem jeweiligen Recht der gesetzlichen Renten- bzw. Kranken- und Pflegeversicherung erbracht. Die Künstler und Publizisten sind durch die Künstlersozialkasse versichert. Jedoch erbringt die Künstlersozialkasse selbst keine Leistung, sie erhält zwar die Beiträge und Künstlersozialabgabe, leitet diese allerdings zu den jeweiligen Versicherungsträgern weiter.
Der Abgabesatz zur Künstlersozialversicherung betrug 2020 rund 4,2 Prozent. Das gemeldete (von den Versicherten geschätzte) jährliche Durchschnittseinkommen der bei der Künstlersozialversicherung versicherten selbständigen Künstler betrug am 1. Januar 2016 15.945 Euro.

### Entwicklung der Beitragshöhe
| - 1983–1988: 5,0 % - 1989: 6,0 % - 1990: 6,2 % - 1991: 3,3 % - 1992–1995: 0,0 % | - 1996: 1,1 % - 1997: 2,6 % - 1998–1999: 1,6 % - 2000: 4,0 % - 2001: 3,9 % | - 2002–2003: 3,8 % - 2004: 4,3 % - 2005: 5,8 % - 2006: 5,5 % - 2007: 5,1 % | - 2008: 4,9 % - 2009: 4,4 % - 2010–2012: 3,9 % - 2013: 4,1 % - 2014–2016: 5,2 % | - 2017: 4,8 % - 2018–2022: 4,2 % - seit 2023: 5,0 % |

## Kritik

### Kontra KSK
Auf der einen Seite sieht der Bundesverband der Selbständigen (BDS) in der Finanzierung der Künstlersozialkasse eine erhebliche finanzielle Belastung. Selbständigkeit werde mit zweierlei Maß gemessen. Insbesondere kleine Betriebe aller übrigen Branchen würden in wirtschaftlich schwierigen Zeiten ums Überleben kämpfen und keinerlei staatliche Unterstützung erhalten. Nach Auffassung des BDS sollte der Staat entweder alle Selbständigen bei ihrer privaten Kranken-, Pflege- und Rentenabsicherung unterstützen oder niemanden. Selbständige Künstler und Publizisten würden im Wettbewerb gegenüber Personengesellschaften benachteiligt, die mit mehr als einem Arbeitnehmer nicht versicherungsfähig in der Künstlersozialkasse sind, da die Auftraggeber auf das Honorar die Künstlersozialabgabe zahlen müssen. Für den BDS „ist nicht nachvollziehbar, warum eine Künstlersozialabgabe fällig wird, wenn der beauftragte Betrieb selbst nicht abgabepflichtig ist“. Darüber hinaus ist für Unternehmen, die Selbständige mit gestaltungsnahen Arbeiten beauftragen, nur schwer vorhersehbar, ob und für welche Teilleistung die Künstlerabgabe zu entrichten ist.
Der Bund der Steuerzahler setzt sich 2010 für die Abschaffung der Künstlersozialabgabe ein.
Der Verband kritisiert unter anderem, dass die Prüfung der Abgabepflicht für kleinere und mittlere Unternehmen einen enormen bürokratischen und zeitlichen Aufwand verursache. Es sei zudem unzumutbar, dass die Künstlersozialabgabe auch entrichtet werden müsse, wenn der beauftragte Künstler oder Publizist kein Mitglied der KSK sei. Der Bund der Steuerzahler unterstützte zwei Musterprozesse gegen die Künstlersozialabgabe, die vor den Sozialgerichten Lübeck (Az. S5 Kr 567/08) und Detmold (Az. S5 KR 156/09) anhängig gemacht worden waren, jedoch beide keinen Erfolg hatten. Das Bundessozialgericht hat im ersteren Prozess die Ansicht der Instanzgerichte bestätigt und die von den Klägern begehrte Revision nicht zugelassen (Bundessozialgericht, Beschluss vom 30.09.2015, Az.: B 3 KS 2/15 B); auch im letzteren ist die Klage bereits erstinstanzlich abgewiesen worden (SG Detmold, Urteil vom 25.01.2012 – S 5 KR 156/09).

### Pro KSK
Auf der anderen Seite warnen der Deutsche Kulturrat sowie die Journalistengewerkschaften dju, DJV und viele andere Verbände, dass eine Abschaffung der Künstlersozialversicherung das Ende des freien Journalismus in Deutschland bedeuten würde. In einer Erklärung aus dem Jahr 2008 forderten auch die Sprecher der Rektorenkonferenz der Musikhochschulen eindringlich den Erhalt der KSK. Die Künstlersozialkasse bilde für viele Künstler und Musiker die einzige Form der sozialen Absicherung. Ihre geforderte Abschaffung bzw. „unternehmensfreundliche Reform“ würde einen Schlag ins Gesicht gerade derjenigen bedeuten, „die trotz großem Engagement und Idealismus nicht gerade zu den Gewinnern der Ökonomisierung unser Gesellschaft gehören, einer Gesellschaft, die gerade beginnt zu begreifen, welche Bedeutung die „kreative Klasse“ für ihre Zukunft besitzt.“
Im Juli 2013 begann der Deutsche Tonkünstlerverband beim Deutschen Bundestag eine Online-Petition mit dem Ziel, Unternehmen häufiger durch die Deutsche Rentenversicherung auf die Erfüllung der Abgabepflicht zur Künstlersozialversicherung hin überprüfen zu lassen und so die Einnahmen der KSK zu steigern.

## KSK in der Coronakrise
Während der Coronakrise 2020 wurden Unternehmen auf Antrag von Abgaben befreit, bzw. Abgaben gestundet. Versicherte konnten ihre Beiträge aufgrund fehlender Einnahmen reduzieren lassen. Durch das Soforthilfeprogramm der Bundesregierung wurden nur solche Künstler unterstützt, die hauptberuflich als Künstler anerkannt wurden. Genanntes Kriterium war, dass sie in der KSK versichert sind oder nachweisen können, dass sie die Kriterien erfüllen.

## Publikationen
- Andri Jürgensen: Künstlersozialabgabe im Unternehmen. Bemessungsgrundlage, Meldepflicht, Betriebsprüfung, Haufe, Freiburg 2022, ISBN 978-3-648-15779-4.
- Hugo Finke, Wolfgang Brachmann und Willy Nordhausen: Künstlersozialversicherungsgesetz. Kommentar, 5. Aufl., C. H. Beck, München 2019, ISBN 978-3-406-67180-7.
- Henning Müller: Handbuch zur Künstlersozialversicherung, 3. Aufl., Books on Demand, Norderstedt 2019, ISBN 978-3-7448-6016-1.
- Andri Jürgensen: Ratgeber Künstlersozialversicherung, 2. Aufl., C. H. Beck, München 2008, ISBN 978-3-423-05683-0.
- Andri Jürgensen: Die Künstlersozialabgabe. Neues Prüfverfahren – Checklisten – Umsetzungshilfen, 2. Aufl., Haufe Verlag, 2008, ISBN 978-3-448-08674-4.
- Joachim Berndt: Künstlersozialversicherungsrecht. Versicherungspflicht, Künstlersozialabgabe, Betriebsprüfung, Gabler, Stuttgart 2008, ISBN 978-3-83491233-6.
- Joachim Zacher und Michael Zacher: Die Betriebliche Künstlersozialabgabe, 2. Aufl., datakontext-Fachverlag, Frechen 2007, ISBN 978-3-89577-463-8.
- Joachim Zacher und Michael Zacher: Soziale Sicherheit für Künstler und Publizisten. Das Handbuch zur Künstlersozialversicherung, Verlag R.S.Schulz, Starnberg, ISBN 3-7962-0570-4.
- Andrea Wernicke: Die Organisation der Künstlersozialversicherung (= Schriften zum Sozial- und Arbeitsrecht, Band 137), Duncker & Humblot, Berlin 1995, ISBN 978-3-428-08350-3.
- Reiner Ziebeil: Künstlersozialversicherungsgesetz (KSVG) (=Schriftenreihe der Zeitschrift Wege zur Sozialversicherung, 98), Asgard-Verlag, Sankt Augustin 1988.